# Da’at

Der Lebensbaum mit Da’at

Da’at oder Da’as (hebräisch דעת [ˈdaʕaθ] ‚Erkenntnis‘, ‚Empfangen‘, ‚das innere Wissen‘) ist im kabbalistischen Lebensbaum die Elfte Sephira, Nicht-Sephira oder auch Schein-Sephira, die keine eigenständige Kraft, sondern einen Zustand repräsentiert, in dem alle göttlichen zehn Sephiroth mystisch vereint sind. Es meint kosmologisch jene „verborgene Erkenntnis“, die eine harmonisierende Vereinigung zwischen den beiden Sephira Chochmah (männliches Prinzip) und Binah (weibliches Prinzip) stiftet, sprich ein Resultat der Vereinigung kosmischer Kräfte ist. Da’at wird deshalb auch als der Schlüssel zum Verständnis der Schöpfung betrachtet.

## Einflüsse in Okkultismus und Esoterik
Als abendländische okkult-esoterische Lehre mit Wurzeln in der heidnischen Antike, hat die Hermetik Begriffe und Konzepte der Kabbala aufgenommen. Diese religiösen Offenbarungs- und Geheimlehre hat Wurzeln im hellenistischen Synkretismus des griechischen Gottes Hermes mit dem ägyptischen Gott Thot zum Hermes Trismegistos, dem Urvater der Alchemie. Hermetik als Synonym für die abendländischen Lehren der Alchemie, des Okkultismus und der Esoterik prägte das abendländische naturwissenschaftliche Weltbild bis in das 17. Jahrhundert hinein.

### Da’at in den kabbalistischen Schulen Frankreichs und Spanien
Die kabbalistischen Schulen Frankreichs und Spaniens verstanden unter Da’at eine dreiteilige Sephiroth-Macht - Binah, Chochmah und Da’at - welche die Phasen der Entstehung aller Dinge symbolisieren. Zwischen Chochmah und Binah wirkt Da’at als ein äußerer Aspekt der Sephira Kether. So ist Da’at auch maßgeblich bei der Beziehung zwischen Tiphereth und Kether beteiligt. Tiphereth ist keine direkte Emanation aus Kether, da Da’at in der mittleren Säule der Sephiroth oberhalb von Tiphereth wirkt. Im Emanationsprozess wirken laut Zohar III 1289b-290a Chochmah, Binah und Da’at als drei unterschiedliche Köpfe, wobei im weiteren Verlauf Da’at die ganzen Kammern des Körpers mit Wissen erfüllt (Anspielung auf Spr 24,4). Da’ats Position liegt zwischen Chochmah und Binah und gleicht die beiden harmonisch aus. Im Verhältnis zu Tiphereth wird Da’at der Mund des heiligen Königs bzw. die Ausdehnung Tiphereths genannt. So wurde Da’at zwar als zu den göttlichen Welten zugehörig bezeichnet, bekam jedoch selten eine eigene Sephira im System der Sephiroth zugeordnet. Da’at ist der verborgene Schlüssel zur Manifestation der Sephiroth.

### Da’at, das mystische Ziel des Frankismus
Siehe Frankismus.

### Da’at in der abendländischen Hermetik
Der christliche Renaissance-Philosoph Giovanni Pico della Mirandola verband zuerst die okkulte Lehre der Hermetik mit der jüdischen Kabbala. Er gilt als erster christlicher Kabbalist ohne jüdische Abstammung, der sich ab 1486 bemühte, die Kabbala christlich-abendländisch nutzbar zu machen. Er beauftragte den jüdischen Konvertiten Flavius Mithridates, jüdische Kabbala-Literatur ins Lateinische zu übersetzen mit dem Ziel, die Kabbala, wie alle philosophischen und religiösen Lehren letztlich in der christlichen Weltmission zusammenzuführen. Für die Menschen ist Da’at der Zustand, in dem sie – noch in der Beziehung von Ich zum Du – Gott begegnen. Aus der Tiefe seines Herzens (Tiphereth) ruft der Mensch zu ihm und aus der Höhe seines unendlichen Seins (Kether) antwortet Er, berührt den Menschen im Da’at. Daher ist Da’at der Zustand der inneren Einkehr und Verklärung des Herzens. Hier vollzieht sich das Mysterium der Verwandlung, von Tod und Auferstehung. Jesus spricht in (Mt 6,6 ) von jenem geheimen Ort der inneren Erhebung des Herzens, den Menschen finden, wenn sie alle Sinne nach innen wenden in die stille Kammer des Herzens, von da aus aufschauen zu Gott und Zwiesprache halten mit ihm. Da’at meint deshalb jenen Zustand, den sie empfinden, wenn sie ihre innere Stimme hören, das innere Licht empfangen und auf ihr inneres Wissen zugreifen können bzw. zu einer Erkenntnis kommen. Mit dem Abbau der inneren Bilder in Jesod, kristallisieren sich in Da’at die inneren Erfahrungen des Menschen, nehmen hier eine Form an, die zum Fundament seines täglichen Lebens wird. Da’at ist in diesem Sinne sein geistiges Ich, ein Körper geistiger Synthese. Es deckt sich mit Jesod von Beriah und entwickelt sich mit der zunehmenden Reinigung von Jesod in Nefesch. Es ersetzt das Pseudo-Ich durch ein Sammelbecken kosmischer Energie, die dem Menschen als stützende geistige Substanz zur Verfügung steht und ihn trägt, aber am Ende, wenn alle Sephiroth in ihrer ursprünglichen Einheit verschmelzen, selbst ausgelöscht wird; denn alle Eigenschaften, die Menschen annehmen und entfalten, werden letztlich durch die Eigenschaften des Höchsten Ich (JHWH) ersetzt. Dies sind Attribute Gottes selbst, wie sie in JHWH und Masseket Azilut zur Entfaltung kommen.

### Da’at bei Aleister Crowley
Im kabbalistischen System von Aleister Crowley ist der Abyss der elften Sephira, Da’at, zugeordnet, welche die unteren Sephiroth von den überirdischen trennt. Diese Darstellung stammt aus der Genesis-Sicht des Hermetischen Orden der Goldenen Morgenröte, in der Da’at den Fall des Menschen aus einem einheitlichen Bewusstsein in eine Dualität zwischen Ego und göttlicher Natur darstellt, die uns von den göttlichen „Überirdischen“ trennt. Das „Überqueren des Abyss“ wird als eine gefährliche Operation und als die wichtigste Arbeit in der Karriere des Magiers angesehen. Der Erfolg verleiht den Grad des Magister Templi, oder „Meister des Tempels“.

### Sex als ein Weg zu Da’at
Auf irdischer Ebene bedeutet Da’at auch die Erkenntnis bzw. Empfangen durch die sexuelle Vereinigung von Mann und Frau, die sich in (Genesis 4,1 ) mit der Vereinigung von Adam und Eva manifestiert. Es ist also möglich, durch Geschlechtsverkehr zum Da’at zu gelangen, da hier Chochmah (männliches Prinzip) und Binah (weibliches Prinzip) miteinander verschmelzen. Man kann allerdings nicht den zweiten Schritt (Sex im Rahmen des Gebotenen) vollziehen, ohne vorher den ersten Schritt, die Vertreibung aus dem Paradies, gemacht zu haben.
„Und er trieb den Menschen hinaus und ließ lagern vor dem Garten Eden die Cherubim mit dem flammenden, blitzenden Schwert, zu bewachen den Weg zu dem Baum des Lebens.“ (1 Mos 3,24 )

## Verfilmungen zum Da’at
- Daas, polnischer Kostümfilm von Adrian Panek, 2011 (102 min)